# 1944年6月6日の訓示

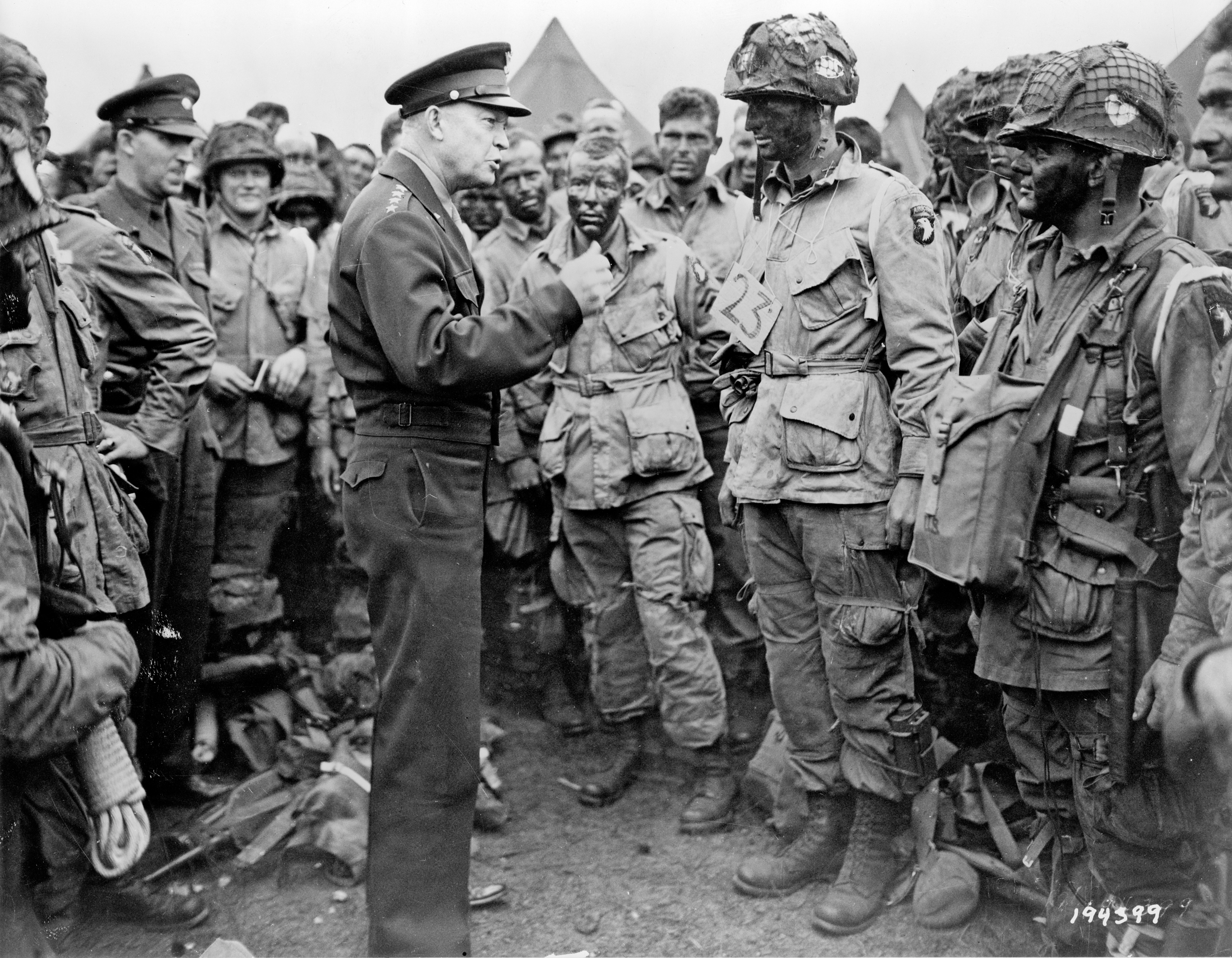
1944年6月5日、フランスにパラシュート降下する直前のアメリカ陸軍の空挺兵たちと言葉を交わすドワイト・D・アイゼンハワー大将。

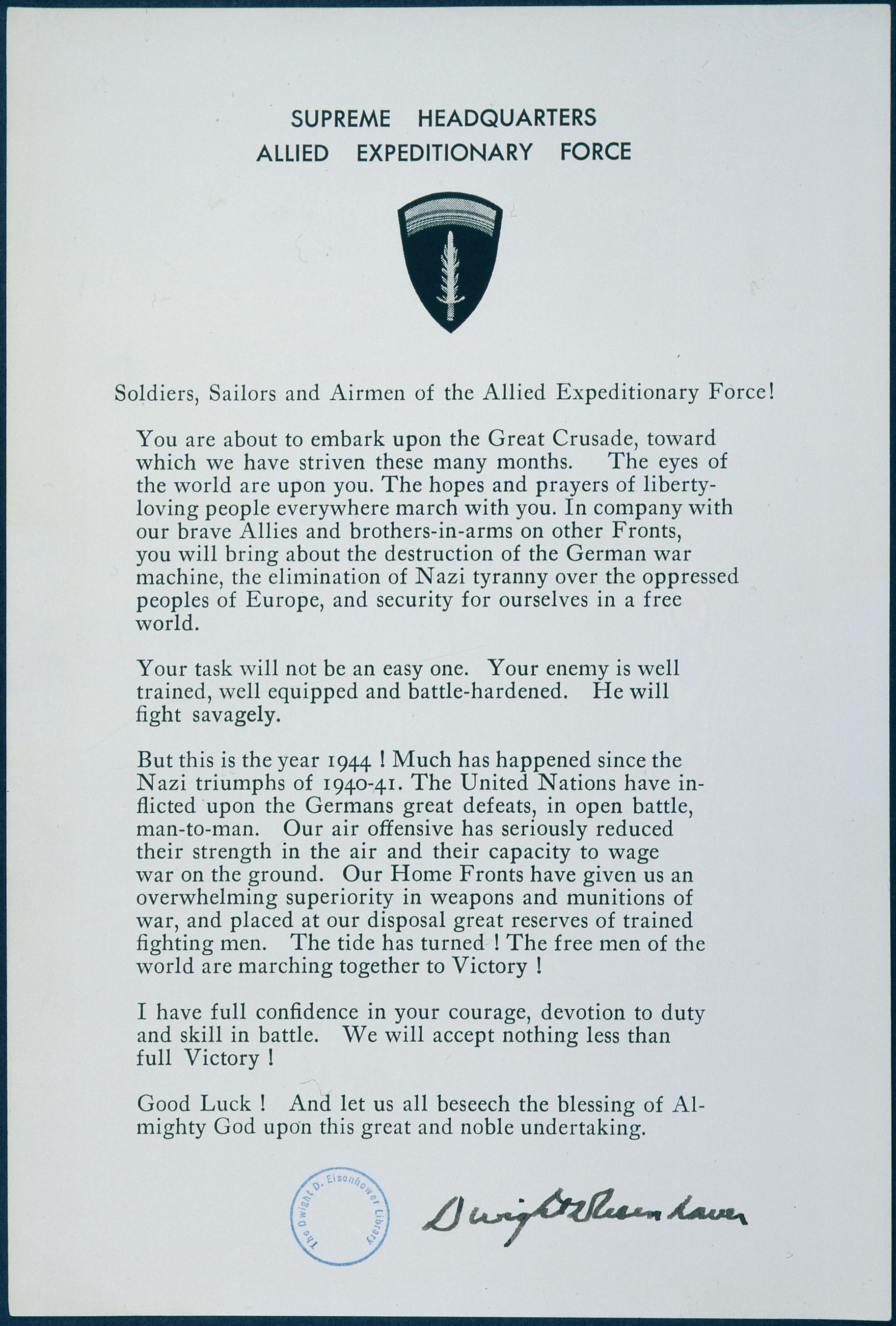
この訓示の印刷版は、連合国遠征軍の兵員たちに配布された。

1944年6月6日の訓示（1944ねんろくがつむいかのくんじ、英語: Order of the Day for June 6, 1944）は、ノルマンディー上陸作戦の初日であるD-デイの前夜、連合国遠征軍最高司令官ドワイト・D・アイゼンハワー大将によって連合国軍に対して発出された。このメッセージは兵士たちにアイゼンハワーが「大十字軍」と呼ぶ彼らの任務の重要性を印象づけることが意図されていた。アイゼンハワーはこの訓示を1944年2月から起草しており、5月28日には音声版を録音し、こちらはD-デイにイギリスとアメリカのラジオで放送された。

## 背景
ノルマンディー上陸作戦および全体としてのオーヴァーロード作戦は、第二次世界大戦における重要な局面であった。イギリス・アメリカ・カナダの連合国遠征軍は1944年6月6日（D-デイ）、フランス北部に上陸し、ナチス・ドイツからの西ヨーロッパの解放作戦を開始した。連合国遠征軍最高司令官ドワイト・D・アイゼンハワー大将の指揮の下、数百万の軍隊がイングランドに集結した。ノルマンディー上陸作戦は史上実行された最大の水陸両用作戦であり、16万6000人以上がノルマンディーへ向かってイギリス海峡を渡った。計画立案の一環として、アイゼンハワーは進攻部隊に配布される訓示 (order of the day) の作成を1944年2月に始めた。

## 訓示
この訓示は、「大十字軍に乗り出さんとする連合国遠征軍の兵士、水兵、そして空軍兵たち」("soldiers, sailors and airmen of the Allied Expeditionary Force ... about to embark upon the Great Crusade") に宛てられている。この命令は兵士たちに「世界中の視線が諸君に向けられている」("the eyes of the world are upon you") こと、そして「あらゆる場所の自由を愛する人々の期待と祈りが諸君とともに進軍する」("the hopes and prayers of liberty-loving people everywhere march with you") ことを思い出させ、次いで他の戦線でドイツ軍と戦っている人々によってなされた貢献を顕彰する。アイゼンハワーは兵士たちに対し、敵は「獰猛に戦う」("fight savagely") ことが予想されると警告するが、「連合した諸国」("United Nations") は他の場所でドイツ軍を破ってきており、また連合国の空における攻勢は大きな損害を与えてきたと語る; 彼はまた連合国の人員、武器、軍需品における優位性にも言及する。彼は兵士たちに神が「この偉大にして崇高な事業」("this great and noble undertaking") を祝福してくれるように祈るよう呼びかけて締めくくっている。
この命令の初期の版は、「大十字軍」の代わりに「偉大な事業」を用い、「自由を愛する人々」への言及を欠くなど、より平明な言葉を使っていた。アイゼンハワーはまた、訓示の中のフレーズの配置を変更した。「世界中の視線」と「自由を愛する人々」の文を演説の末尾から冒頭近くに移し、原版では「諸君とともに向かう」("go with you") だったところに「諸君とともに進軍する」を用いたのは彼である。アイゼンハワーはまた「諸君は彼〔敵〕が獰猛に戦うと予想するかもしれない」("you may expect him to fight savagely") を「彼は獰猛に戦うだろう」("he will fight savagely") で置き換え、当初の締めの言葉「我々は勝てる、勝つだろう」("we can and we will win") は感嘆符が付け足された「我々は完全勝利未満のものは何であれ受け入れない！」("we will accept nothing less than full victory!") に修正された。
D-デイの前夜（1944年6月5日）、この訓示は連合国軍の17万5000人の軍人たちに印刷されたリーフレットとして配布された。この訓示は、彼らに自分たちが実行しようとしている任務の重要性を印象付けることが意図されていた。進攻の時点で、アイゼンハワーの訓示は軍の外に広く流布され——6月6日の夕方にはニューヨークのセントラル・パークに集まった5万人に対して読み上げられた——、それ以来、この戦争についての書籍や映画で再現されてきた。アイゼンハワー自身、「大十字軍」の文句をこの戦争に関する1948年の著書『Crusade in Europe』（『ヨーロッパの十字軍』）のタイトルに流用している。

## 放送版

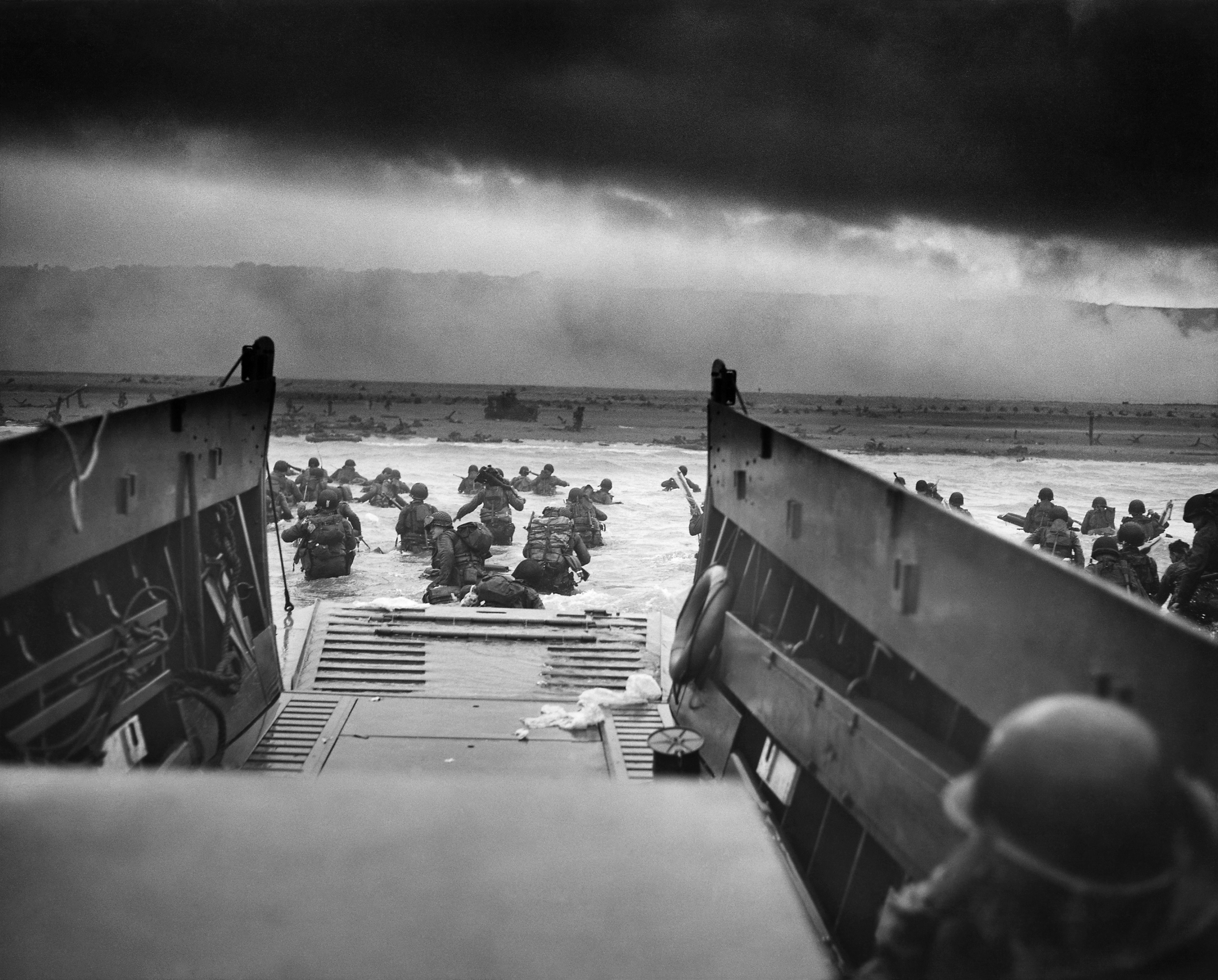
オマハ・ビーチ、1944年6月6日午前8時30分。

アイゼンハワーは5月28日にラジオ放送向けの版を録音した。この時点では進攻は5月31日または6月1日に予定されていた（悪天候により上陸は6月6日まで延期となった）。この録音はドワイト・D・アイゼンハワー大統領図書館・博物館の副館長ティモシー・ライヴズ (Timothy Rives) によって「俳優クラーク・ゲーブルを彷彿とさせる」アイゼンハワーの声もあって「自信に満ち溢れた響きがある」と表現されている。
連合国遠征軍の空挺部隊は6月5 - 6日の日付が変わる頃からノルマンディーに着地したが、進攻の公式な発表は海からの上陸が始まったことが知られるまで保留された。この出来事は中央ヨーロッパ夏時間 (CEST) 午前6時30分頃に米軍の上陸で始まり、符牒「TOPFLIGHT」を伝えた無線兵によってSHAEFに確認された。イギリス・カナダ軍の上陸はおよそ1時間後に始まった。
ベルリンのドイツのラジオ局はCEST午前6時33分（ニューヨークでは東部戦時時間午前0時33分）から進攻のニュースを放送していたが、アメリカのメディアはこれを裏付けられず、これらのメッセージが偽りであるかもしれないと警告した:198。
イギリスにおいては、進攻の初の公式な確認は英国二重夏時間（CESTに等しい）午前9時32分にBBCで連合国の各軍が「フランスの北部海岸に」上陸を開始したとアナウンスしたジョン・スナッジによって放送された。正確な場所（ノルマンディー）は示されなかった。軍の伝書使を通じてレコードで受け取られたアイゼンハワーの訓示は、その後まもなく放送された。
アメリカでのこの訓示の放送は、正式なSHAEFによる発表がリチャード・アーネスト・デュピュイ大佐によって報道各社に対してなされた後、ほぼ同時の東部戦時時間午前3時32分になされた:198:201。訓示の後、東部戦時時間午前3時48分にノルウェー、ベルギー、オランダの亡命政府の指導者らによる録音メッセージ（それぞれの母国語と英語で）、さらにその後アイゼンハワーの西ヨーロッパの人々演説が続いた:203。

## 失敗時のメッセージ

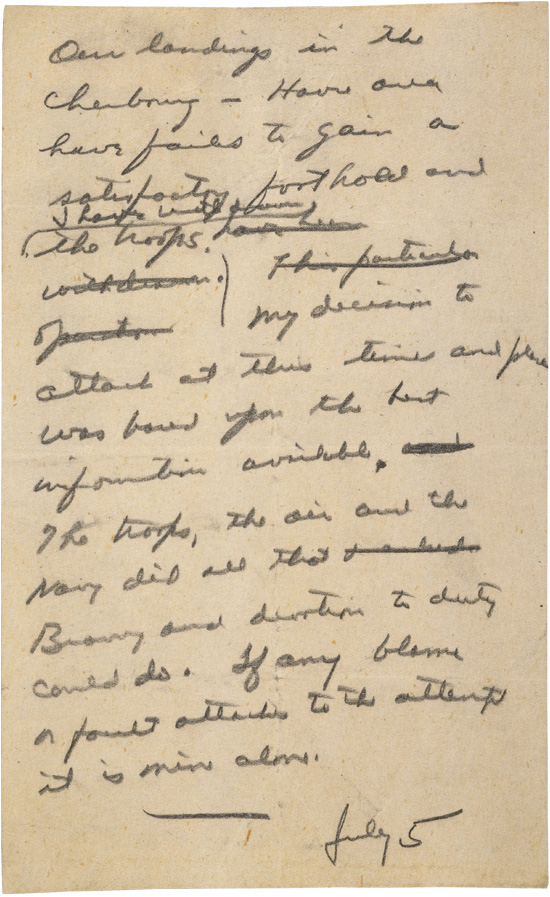
アイゼンハワーの失敗時のメッセージ。

天候と戦略・時期をめぐる不和によって引き起こされた最後のわずかな遅延の中、アイゼンハワーは進攻が撃退された場合に公表される短いメッセージを書いた。このメッセージは6月5日の午後に小さなノートに鉛筆で書かれた。その朝にアイゼンハワーが進攻作戦を実施せよという最終的な命令を与えた後のことだった。このメモは、「シェルブール＝ル・アーヴル地域への我が軍の上陸は満足のいく足がかりを得ることに失敗したため、私は部隊を撤退させた。この時点と場所で攻撃するという私の判断は利用可能な最良の情報に基づくものだった。軍隊、空軍、そして海軍はでき得る限りの勇気と任務への献身を示した。もしこの試みに何らかの咎や落ち度が伴うとすれば、それはひとえに私のものである。」("Our landings in the Cherbourg-Havre area have failed to gain a satisfactory foothold and I have withdrawn the troops. My decision to attack at this time and place was based upon the best information available. The troops, the air and the Navy did all that Bravery and devotion to duty could do. If any blame or fault attaches to the attempt it is mine alone.") と述べている。彼はそのページをちぎり、自分の財布にしまった。アイゼンハワーは6月11日にこのメモを再発見して海軍副官ハリー・C・ブッチャーに見せ、彼は後世のためにそのメモを保存するよう説得した; その後は大統領図書館のコレクションに加わっている。急いでいたアイゼンハワーは、このメッセージの日付を7月5日と間違えている。